# دوري الدرجة الأولى الأرجنتيني 1903
دوري الدرجة الأولى الأرجنتيني 1903 (بالإسبانية: Campeonato de Primera División 1903)‏ هو الموسم 12 من دوري الدرجة الأولى الأرجنتيني. أشرف على تنظيمه اتحاد الأرجنتين لكرة القدم، وكان عدد الأندية المشاركة فيه 6، وفاز فيه Alumni Athletic Club ‏.